# Pinocitose

Fluidos densos sendo absorvidos pela célula por pinocitose e formando vesículas.

A pinocitose é um processo de endocitose em que a célula ingere líquidos ou pequenas partículas inespecíficas em solução aquosa, sem ser por difusão, mas por transporte em massa através da membrana plasmática. É um sistema de alimentação celular complementar à fagocitose. É uma das formas como as células recebem grandes proteínas, inclusive hormônios, e como os pequenos vasos sanguíneos obtêm sua nutrição.
Neste processo a membrana celular invagina, desenvolvendo um pequeno saco para englobar as substâncias que deseja absorver. Parte da membrana então fecha em si mesma e separa-se do resto da membrana celular, transformando-se numa vesícula a que se dá o nome de pinossoma e que, dentro do citoplasma se junta a um lisossoma, que faz hidrólise das proteínas e fosfolipídeos da membrana para libertar as substâncias que tem no interior. É um processo que requer energia, na forma de ATP. Podemos observar a ocorrência da pinocitose em células do epitélio intestinal.
A micropinocitose é um subtipo do processo de pinocitose (que, por sua vez, é um subtipo do processo de endocitose). A micropinocitose é uma endocitose que acontece a todo o momento enquanto a célula está viva, pois, apesar de poder ocorrer para a transferência de substâncias entre as células, sua principal função é a nutrição celular. A formação da  vesícula pinocitótica (pinossomo) se dá através de uma invaginação da membrana plasmática e, diferentemente da macropinocitose, pode ocorrer em qualquer região da célula. Leva esse nome por formar vesículas de englobamento muito pequenas, visíveis apenas ao microscópio electrónico. É desta forma que alguns vírus penetram no interior celular.
Em humanos, esse processo ocorre principalmente para a absorção de gotículas de gordura. Na endocitose, a membrana plasmática da célula se estende e se dobra em torno do material extracelular desejado, formando uma bolsa que se fecha criando uma vesícula internalizada. As vesículas de pinocitose invaginadas são muito menores do que as geradas pela fagocitose. As vesículas eventualmente se fundem com o lisossoma, após o que o conteúdo da vesícula é digerido. A pinocitose envolve um investimento considerável de energia celular na forma de ATP.

## Pinocitose e ATP
A pinocitose é usada principalmente para limpar os fluidos extracelulares (LEC) e como parte da vigilância imunológica.  Em contraste com a fagocitose, gera quantidades muito pequenas de ATP a partir de resíduos de substâncias alternativas, como lipídios (gordura). Ao contrário da endocitose mediada por receptor, a pinocitose é inespecífica nas substâncias que transporta. A célula absorve os fluidos circundantes, incluindo todos os solutos presentes. A pinocitose também funciona como fagocitose; a única diferença é que a fagocitose é específica nas substâncias que transporta. A fagocitose envolve partículas inteiras, que mais tarde são decompostas por enzimas, como as catepsinas, e absorvidas pelas células. A pinocitose, por outro lado, é quando a célula engolfa alimentos já dissolvidos ou quebrados.

## Diferença da fagocitose
Na fagocitose partículas inteiras são "engolidas", discriminadas por enzimas como as catepsinas, e então absorvidas pelas células. Na pinocitose, por outro lado, a célula "bebe" alimentos líquidos com exceção dos lipídeos, que também são digeridas pela pinocitose. Álem disso na fagocitose há o prolongamento da membrana plasmática em direção as partículas, enquanto na pinocitose ocorre a invaginação da membrana. 